# Dongara
Dongara ist eine Stadt in Western Australia, 351 Kilometer nordwestlich von Perth. Sie liegt am Brand Highway. Die Stadt befindet sich an der Mündung des Irwin River. In den letzten Jahren wurde Dongara als „Australische Hauptstadt der Felsenhummer“ (lat. Jasus edwardsii) bekannt.
Dongara ist der Sitz des Shire of Irwin. Im Shire leben etwa 3500 Menschen, davon 2782 in Dongara und Port Denison.

## Geschichte
Der Name „Dongara“ ist die englische Variante von „Thung-arra“, der Name des lokalen Wattandee-Volkes für den an die Stadt angrenzenden Ästuaren. „Thung-arra“ bedeutet so viel wie „Seelöwen-Platz“.
Die europäische Besiedlung der Gegend um den Ästuar begann 1853, als der Hafenkommandant Edward Downes dort stationiert wurde, um nach vorbeifahrenden Schiffen Ausschau zu halten. Er war bei der Cattle Company angestellt, die 15 km landeinwärts große Seelsorgestationen errichtete. In den 1860ern nahmen ehemalige Strafgefangene die lokalen Flussebenen für sich in Anspruch und arbeiteten als Bauern. Eine neu erbaute Mühle (Irwin oder Smith’s Mill) lief bereits. 1871 wurde es eine eigenständige Region. Eine Polizeistation und eine öffentliche Schule wurden gegründet. In den 1880ern wurden die anglikanische Kirche St. John the Baptist und die methodistische Kirche errichtet.
Die größere Mühle Royal Steam Roller Flour Mill wurde in den 1890er Jahren direkt an die neue Eisenbahnlinie, welche die Region mit Perth verband, gebaut. Die Stadt entwickelte sich langsam, und obwohl sie verhältnismäßig klein war, besaß sie mehrere Geschäfte und Kirchen, eine Polizeistation, eine öffentliche Schule und sogar eine Stadthalle. Die Umgebung wurde von kleineren Weizen- und Schaffarmern besiedelt, die sich zu einem Großteil in den Weilern Bookara, Irwin und Strawberry niederließen. Es gab auch einige Fischer und einige Chinesen, die in Port Denison lebten.

## Persönlichkeiten
- David Brand (1912–1979), Premierminister Westaustraliens
- Carmen Lawrence (* 1948), Premierministerin Westaustraliens